# Herman Fiszelewicz
Herman Fiszelewicz – polski aktor żydowskiego pochodzenia, który zasłynął głównie z ról w przedwojennych żydowskich filmach i sztukach teatralnych w języku jidysz.

## Filmografia
- 1913: Fatalna klątwa
- 1914: Macocha
- 1915: Wyklęta córka